# Охлопів
Охло́пів — село в Україні, у Луцькому районі Волинської області. Входить до складу Горохівської міської громади. Населення становить 561 особу.

## Географія
Село розташоване на лівому березі річки Липи.

## Історія
У 1906 році село Підберзської волості Володимир-Волинського повіту Волинської губернії. Відстань від повітового міста 54 верст, від волості 10. Дворів 130, мешканців 805.
12 червня 2020 року, відповідно до розпорядження Кабінету Міністрів України № 708-р «Про визначення адміністративних центрів та затвердження територій територіальних громад Волинської області», село увійшло в склад Горохівської міської громади.
19 липня 2020 року, в результаті адміністративно-територіальної реформи та ліквідації Горохівського району, село увійшло до складу новоутвореного Луцького району.

## Населення
Згідно з переписом УРСР 1989 року чисельність наявного населення села становила 607 осіб, з яких 278 чоловіків та 329 жінок.
За переписом населення України 2001 року в селі мешкала 561 особа.

### Мова
Розподіл населення за рідною мовою за даними перепису 2001 року:
| Мова       | Відсоток |
| ---------- | -------- |
| українська | 98,75 %  |
| російська  | 1,25 %   |

## Пам'ятки
У селі є церква святого Миколи. Церква є однією з найдавніших пам'яток архітектури Волині. Парафія належить до Горохівського благочиння Волинської єпархії ПЦУ.

## Відомі люди
- Лещук Андрій — офіцер Армії УНР, начальник штабу підрозділу УПА "Січ".

Онорія Холоневська-Ліхтенштейн (1 серпня 1813 р, Охлопів - 
1 вересня 1869, Брно, Чехія). 
Похована в фамільному склепі Ліхтенштейнів у Вранові.